# Lista utworów Katarzyny Nosowskiej

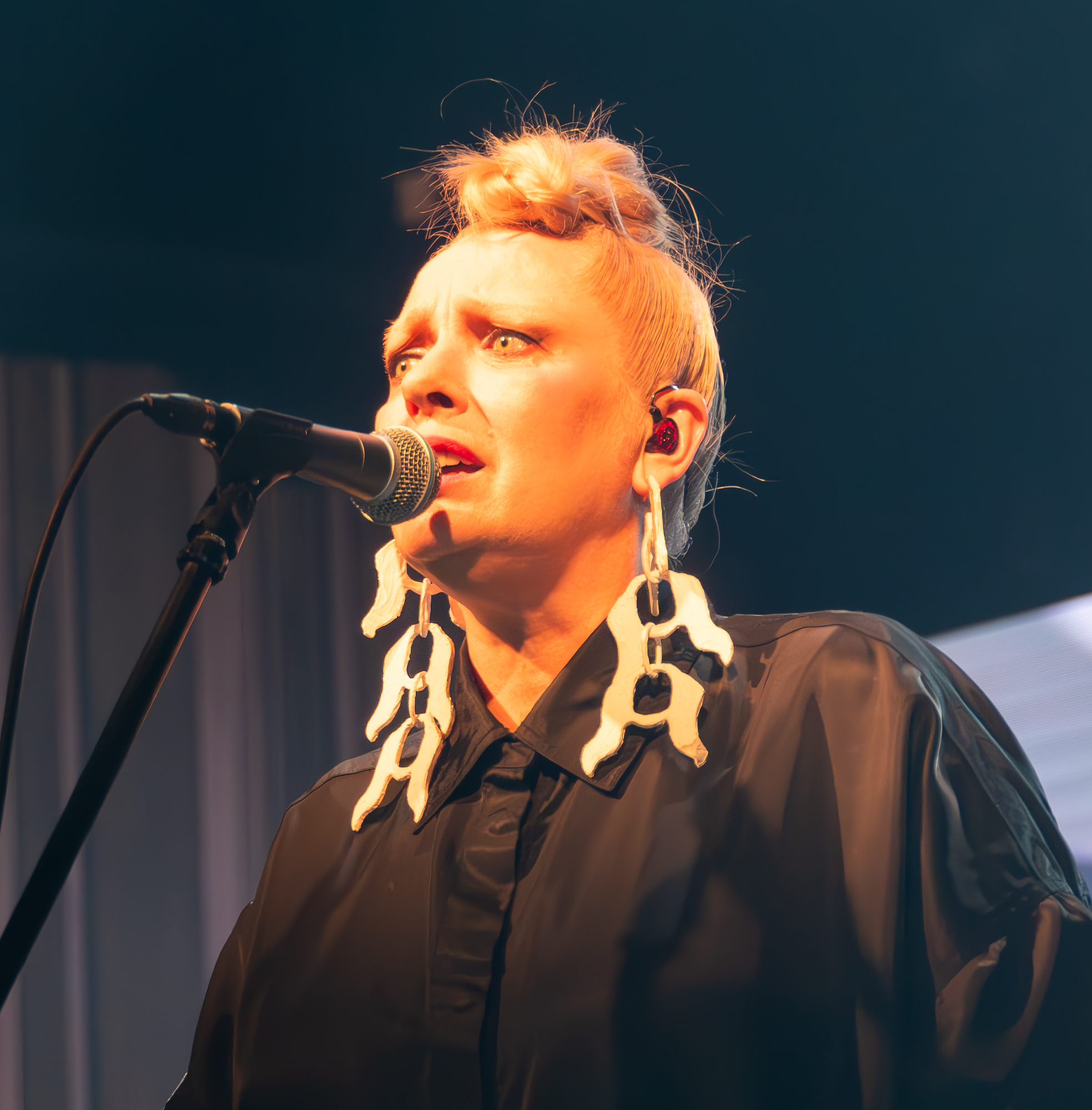
Katarzyna Nosowska podczas koncertu w Gdańsku w 2024

Lista utworów Katarzyny Nosowskiej – lista opublikowanych utworów muzycznych polskiej piosenkarki rockowej, autorki tekstów i kompozytorki Katarzyny Nosowskiej. Zostały one podzielone na dwie grupy: wykonywane przez Nosowską oraz wykonywane przez innych wykonawców, przy których Nosowska pracowała (na przykład pisząc tekst). Lista nie zawiera utworów zespołu Hey, w którym Nosowska była w latach 1992–2017 wokalistką; zostały one przedstawione w odrębnym artykule.
Tabele zawierają informacje o wykonawcach, albumie i roku wydania, ponadto pierwsza lista zawiera informacje o kompozytorach i autorach tekstów.
|  | Cover utworu innego wykonawcy |

## Jako wykonawca
| Tytuł                                              | Wykonawcy                                                                    | Muzyka | Tekst | Album                                                                   | Rok  | Źr.    |
| -------------------------------------------------- | ---------------------------------------------------------------------------- | --- | --- | ----------------------------------------------------------------------- | ---- | ------ |
| „#Hot16challenge2”                                 | Nosowska                                                                     | Michał „Fox” Król                                                                                                   | Katarzyna Nosowska                                                                                             | —                                                                       | 2020 | [ 1 ]  |
| „A nas to”                                         | Patrycja Kosiarkiewicz, gościnnie: Nosowska                                  | Patrycja Kosiarkiewicz Tomasz Bubień                                                                                | Patrycja Kosiarkiewicz                                                                                         | Kim więc jestem                                                         | 1998 | [ 2 ]  |
| „Ani mru mru”                                      | Nosowska                                                                     | Andrzej Smolik | Katarzyna Nosowska                                                                                             | Milena                                                                  | 1998 | [ 3 ]  |
| „Auto Pilot”                                       | Tymon & The Transistors, gościnnie: Nosowska                                 | Josh Homme Nick Oliveri                                                                                             | Josh Homme Nick Oliveri                                                                                        | Rock’n’Roll                                                             | 2014 | [ 4 ]  |
| „Awejniak”                                         | Dawid Podsiadło, gościnnie: Nosowska                                         | Dawid Podsiadło Jakub Galiński                                                                                      | Dawid Podsiadło                                                                                                | Lata dwudzieste                                                         | 2022 | [ 5 ]  |
| „Bezsenni”                                         | Krzysztof Krawczyk, gościnnie: Nosowska                                      | Paweł Krawczyk | — | Duety                                                                   | 2016 | [ 6 ]  |
| „Biegać, skakać”                                   | Emo, gościnnie: Nosowska                                                     | Andrzej Korzyński Damian Skoczyk Dominic Buczkowski-Wojtaszek Patryk Kumór Jhn McFly                                | Dominic Buczkowski-Wojtaszek Patryk Kumór Krzysztof Gradowski                                                  | Kleks i wynalazek Filipa Golarza                                        | 2025 | [ 7 ]  |
| „Błyszcz”                                          | Nosowska i Błażej Król                                                       | Błażej Król Katarzyna Nosowska                                                                                      | Paweł Krawczyk Błażej Król                                                                                     | Kasia i Błażej                                                          | 2024 | [ 8 ]  |
| „Boję się”                                         | Nosowska, gościnnie: Łona                                                    | Michał „Fox” Król                                                                                                   | Katarzyna Nosowska Łona                                                                                        | Basta                                                                   | 2018 | [ 9 ]  |
| „Boso”                                             | Nosowska                                                                     | Mateusz Pospieszalski                                                                                               | Bartłomiej Kudasik Sebastian Karpiel-Bułecka                                                                   | Kayax XX Rework                                                         | 2022 | [ 10 ] |
| „Brawa dla państwa”                                | Nosowska                                                                     | Michał „Fox” Król                                                                                                   | Katarzyna Nosowska                                                                                             | Basta                                                                   | 2018 | [ 9 ]  |
| „Caesia & Ruben”                                   | Czesław Śpiewa, gościnnie: Nosowska                                          | Czesław Śpiewa | Czesław Śpiewa                                                                                                 | Pop                                                                     | 2010 | [ 11 ] |
| „Chciało by się”                                   | Nosowska                                                                     | Andrzej Smolik | Katarzyna Nosowska                                                                                             | Milena                                                                  | 1998 | [ 3 ]  |
| „Chodziliśmy nocami”                               | Dimon, gościnnie: Nosowska                                                   | Dimon Grzegorz Wiencek Tomasz Kasiukiewicz                                                                          | Dimon Aleksandra Górecka                                                                                       | Doskonale                                                               | 2024 | [ 12 ] |
| „Co miesiąc”                                       | Nosowska                                                                     | Andrzej Smolik | Katarzyna Nosowska                                                                                             | Milena                                                                  | 1998 | [ 3 ]  |
| „Come as You Are”                                  | Tymon & The Transistors, gościnnie: Nosowska i Natalia Przybysz              | Kurt Cobain | Kurt Cobain | Rock’n’Roll                                                             | 2014 | [ 4 ]  |
| „Coraz bliżej święta”                              | Nosowska                                                                     | Rich Arif Scott Temper Mitchell Lennox Julien Nairolf Ben Naftali Terri Coffey Jon Nettlefbey Melanie Thornton      | Rich Arif Scott Temper Mitchell Lennox Julien Nairolf Ben Naftali Terri Coffey Jon Nettlefbey Melanie Thornton | —                                                                       | 2018 | [ 13 ] |
| „Czas”                                             | Nosowska                                                                     | Marcin Macuk | Katarzyna Nosowska                                                                                             | 8                                                                       | 2011 | [ 14 ] |
| „Czego tu się bać”                                 | Nosowska                                                                     | Andrzej Smolik | Katarzyna Nosowska                                                                                             | Milena                                                                  | 1998 | [ 3 ]  |
| „Czemu wciąż jest czwartek”                        | Marcin Zabrocki, gościnnie: Nosowska                                         | Marcin Zabrocki | Marcin Zabrocki                                                                                                | 1+1=0                                                                   | 2015 | [ 15 ] |
| „Daj spać!”                                        | Nosowska                                                                     | Marcin Macuk | Katarzyna Nosowska                                                                                             | 8                                                                       | 2011 | [ 14 ] |
| „Dalej”                                            | Nosowska i Błażej Król                                                       | Błażej Król | Katarzyna Nosowska                                                                                             | Kasia i Błażej                                                          | 2024 | [ 8 ]  |
| „Dla zysku”                                        | Dezerter, gościnnie: Nosowska                                                | Robert Matera | Krzysztof Grabowski                                                                                            | Jak powstrzymałem III wojnę światową, czyli nieznana historia Dezertera | 1993 | [ 16 ] |
| „Do czasu”                                         | Nosowska                                                                     | Michał „Fox” Król                                                                                                   | Katarzyna Nosowska                                                                                             | Basta                                                                   | 2018 | [ 9 ]  |
| „Do rycerzy, do szlachty, do mieszczan”            | Stanisława Celińska, gościnnie: Nosowska                                     | Katarzyna Nosowska Paweł Krawczyk Marcin Zabrocki                                                                   | Katarzyna Nosowska                                                                                             | Atramentowa…                                                            | 2015 | [ 17 ] |
| „Dom”                                              | Nosowska i Błażej Król                                                       | Błażej Król | Katarzyna Nosowska Błażej Król                                                                                 | Kasia i Błażej                                                          | 2024 | [ 8 ]  |
| „Dosyć”                                            | Nosowska                                                                     | Michał „Fox” Król                                                                                                   | Katarzyna Nosowska                                                                                             | Basta                                                                   | 2018 | [ 9 ]  |
| „Dzwoń”                                            | Nosowska i Błażej Król                                                       | Błażej Król | Katarzyna Nosowska Błażej Król                                                                                 | Kasia i Błażej                                                          | 2024 | [ 8 ]  |
| „Electrified”                                      | Nosowska                                                                     | Andrzej Smolik | Anthony Neale                                                                                                  | Sushi                                                                   | 2000 | [ 18 ] |
| „Era retuszera”                                    | Nosowska                                                                     | Marcin Macuk | Katarzyna Nosowska                                                                                             | UniSexBlues                                                             | 2007 | [ 19 ] |
| „Esemes 12”                                        | Nosowska i Błażej Król                                                       | Błażej Król | utwór instrumentalny                                                                                           | Kasia i Błażej                                                          | 2024 | [ 8 ]  |
| „Esemes 124”                                       | Nosowska i Błażej Król                                                       | Błażej Król | utwór instrumentalny                                                                                           | Kasia i Błażej                                                          | 2024 | [ 8 ]  |
| „Esemes 257”                                       | Nosowska i Błażej Król                                                       | Błażej Król | utwór instrumentalny                                                                                           | Kasia i Błażej                                                          | 2024 | [ 8 ]  |
| „Gdy miasto śpi (snem kamiennym)”                  | Yugoton (Nosowska)                                                           | Jurica Pađen | Katarzyna Nosowska                                                                                             | Yugoton                                                                 | 2001 | [ 20 ] |
| „Gdy rozum śpi”                                    | Nosowska                                                                     | Andrzej Smolik | Katarzyna Nosowska                                                                                             | Milena                                                                  | 1998 | [ 3 ]  |
| „Goń”                                              | Nosowska                                                                     | Michał „Fox” Król                                                                                                   | Katarzyna Nosowska                                                                                             | Basta                                                                   | 2018 | [ 9 ]  |
| „Gordon”                                           | Nosowska                                                                     | Andrzej Smolik | Katarzyna Nosowska                                                                                             | puk.puk                                                                 | 1996 | [ 21 ] |
| „Grand Prix”                                       | Nosowska                                                                     | Marcin Macuk | Katarzyna Nosowska                                                                                             | UniSexBlues                                                             | 2007 | [ 19 ] |
| „Grooby”                                           | Nosowska                                                                     | Andrzej Smolik Paweł Krawczyk                                                                                       | Katarzyna Nosowska                                                                                             | Sushi                                                                   | 2000 | [ 18 ] |
| „Hello”                                            | Silver Rocket, gościnnie: Nosowska                                           | Mariusz Szypura | Katarzyna Nosowska                                                                                             | Unhappy Songs                                                           | 2006 | [ 22 ] |
| „Hey”                                              | Przemysław Thiele, gościnnie: Nosowska                                       | Przemysław Thiele Piotr Banach                                                                                      | Przemysław Thiele                                                                                              | Monogatari                                                              | 2001 | [ 23 ] |
| „Hipnoza”                                          | Nosowska i Błażej Król                                                       | Błażej Król | Katarzyna Nosowska                                                                                             | Kasia i Błażej                                                          | 2024 | [ 8 ]  |
| „Ja pas!”                                          | Nosowska                                                                     | Michał „Fox” Król                                                                                                   | Katarzyna Nosowska                                                                                             | Basta                                                                   | 2018 | [ 9 ]  |
| „Jaśniejąca”                                       | Anieli, gościnnie: Nosowska                                                  | Paweł Krawczyk Joanna Prykowska                                                                                     | Joanna Prykowska                                                                                               | Blask                                                                   | 2022 | [ 24 ] |
| „Jazda” (wersja demo)                              | T.Love, gościnnie: Nosowska                                                  | Jacek Perkowski | Muniek Staszczyk                                                                                               | —                                                                       | 2002 | [ 26 ] |
| „Jesień na Saskiej”                                | Nosowska                                                                     | Dominik Trębski Jarek Jóźwik Krzysztof Zalewski Marcin Macuk Michał Chęć Stanisław Wróbel Tomasz Duda Łukasz Moskal | utwór instrumentalny                                                                                           | Osiecka                                                                 | 2008 | [ 27 ] |
| „Jeszcze jeden o tym”                              | Nosowska                                                                     | Andrzej Smolik | Katarzyna Nosowska                                                                                             | puk.puk                                                                 | 1996 | [ 21 ] |
| „Jeszcze zima”                                     | Nosowska                                                                     | Adam Sławiński | Agnieszka Osiecka                                                                                              | Osiecka                                                                 | 2008 | [ 27 ] |
| „Jeśli wiesz co chcę powiedzieć…”                  | Nosowska                                                                     | Piotr Banach | Katarzyna Nosowska                                                                                             | puk.puk                                                                 | 1996 | [ 21 ] |
| „Jeśli wiesz co chcę powiedzieć…” (Zamilska remix) | Nosowska i Natalia Zamilska                                                  | Piotr Banach | Katarzyna Nosowska                                                                                             | —                                                                       | 2018 | [ 28 ] |
| „Joystick”                                         | Nosowska, gościnnie: Miuosh                                                  | Michał „Fox” Król                                                                                                   | Katarzyna Nosowska Miuosh                                                                                      | Basta (reedycja)                                                        | 2019 | [ 9 ]  |
| „JPS”                                              | Nosowska                                                                     | Marcin Macuk Marcin Zabrocki                                                                                        | Katarzyna Nosowska                                                                                             | 8                                                                       | 2011 | [ 14 ] |
| „Jugosławia”                                       | Dezerter, gościnnie: Nosowska                                                | Robert Matera | Krzysztof Grabowski                                                                                            | Jak powstrzymałem III wojnę światową, czyli nieznana historia Dezertera | 1993 | [ 16 ] |
| „Jutro jest dziś”                                  | Nosowska i O.S.T.R.                                                          | Paweł Krawczyk Katarzyna Nosowska                                                                                   | Katarzyna Nosowska O.S.T.R.                                                                                    | Męskie Granie 2013                                                      | 2013 | [ 29 ] |
| „Karatetyka”                                       | Nosowska                                                                     | Marcin Macuk | Katarzyna Nosowska                                                                                             | UniSexBlues                                                             | 2007 | [ 19 ] |
| „Kasitet romans”                                   | Nosowska                                                                     | Marcin Macuk | Jacek „Budyń” Szymkiewicz                                                                                      | UniSexBlues                                                             | 2007 | [ 19 ] |
| „Keskese”                                          | Nosowska                                                                     | Andrzej Smolik | Katarzyna Nosowska                                                                                             | Sushi                                                                   | 2000 | [ 18 ] |
| „Keskese (korzeń)”                                 | Nosowska                                                                     | Andrzej Smolik | Katarzyna Nosowska                                                                                             | Sushi                                                                   | 2000 | [ 18 ] |
| „King”                                             | Nosowska                                                                     | Jan Benedek | Muniek Staszczyk                                                                                               | T.Cover                                                                 | 2017 | [ 30 ] |
| „Klucze”                                           | Miuosh, gościnnie: Nosowska                                                  | Maciej Sawoch Miuosh                                                                                                | Miuosh Katarzyna Nosowska                                                                                      | —                                                                       | 2021 | [ 31 ] |
| „Kochana”                                          | Renata Przemyk, gościnnie: Nosowska                                          | Renata Przemyk | Katarzyna Nosowska Anna Saraniecka                                                                             | The Best Of                                                             | 2003 | [ 32 ] |
| „Kochanie”                                         | Świetliki, gościnnie: Nosowska                                               | Grzegorz Dyduch Artur Gasik Marek Piotrowicz Tomasz Radziszewski                                                    | Marcin Świetlicki                                                                                              | Złe misie                                                               | 2001 | [ 33 ] |
| „Kokaina”                                          | Nosowska                                                                     | Andrzej Kurylewicz                                                                                                  | Agnieszka Osiecka                                                                                              | Osiecka                                                                 | 2008 | [ 27 ] |
| „Konsorcjum K.C.K.”                                | Nosowska                                                                     | Marcin Macuk Katarzyna Nosowska                                                                                     | Katarzyna Nosowska                                                                                             | UniSexBlues                                                             | 2007 | [ 19 ] |
| „Król”                                             | Zespół Reprezentacyjny i goście                                              | Georges Brassens | Georges Brassens Filip Łobodziński (tłum.)                                                                     | Kumple to grunt                                                         | 2007 | [ 34 ] |
| „Kto ci to zrobił?”                                | Nosowska                                                                     | Michał „Fox” Król                                                                                                   | Katarzyna Nosowska                                                                                             | Basta                                                                   | 2018 | [ 9 ]  |
| „Kto tam u ciebie jest?”                           | Nosowska                                                                     | Jerzy Satanowski | Agnieszka Osiecka                                                                                              | Osiecka                                                                 | 2008 | [ 27 ] |
| „Kto?”                                             | Nosowska                                                                     | Marcin Macuk | Katarzyna Nosowska                                                                                             | 8                                                                       | 2011 | [ 14 ] |
| „Ku przyszłości”                                   | Dezerter, gościnnie: Nosowska                                                | Robert Matera | Krzysztof Grabowski                                                                                            | Jak powstrzymałem III wojnę światową, czyli nieznana historia Dezertera | 1993 | [ 16 ] |
| „LA”                                               | Nosowska                                                                     | Bartosz Straburzyński                                                                                               | Lech Janerka                                                                                                   | Janerka na basy i głosy                                                 | 2019 | [ 35 ] |
| „Lanie”                                            | Nosowska                                                                     | Michał „Fox” Król                                                                                                   | Katarzyna Nosowska                                                                                             | Basta                                                                   | 2018 | [ 9 ]  |
| „Larum”                                            | Nosowska                                                                     | Michał „Fox” Król Katarzyna Nosowska                                                                                | Katarzyna Nosowska                                                                                             | Degrengolada                                                            | 2022 | [ 36 ] |
| „Lato 2023”                                        | Nosowska i Błażej Król                                                       | Błażej Król | Katarzyna Nosowska Błażej Król                                                                                 | Kasia i Błażej                                                          | 2024 | [ 8 ]  |
| „Ledwie wczoraj”                                   | Nosowska                                                                     | Michał „Fox” Król Katarzyna Nosowska                                                                                | Katarzyna Nosowska                                                                                             | Degrengolada                                                            | 2023 | [ 36 ] |
| „Majak”                                            | Nosowska, gościnnie: Natalia Szroeder                                        | Michał „Fox” Król Katarzyna Nosowska Natalia Szroeder                                                               | Katarzyna Nosowska Natalia Szroeder                                                                            | Degrengolada                                                            | 2023 | [ 36 ] |
| „Makro”                                            | Nosowska                                                                     | Marcin Macuk | Katarzyna Nosowska                                                                                             | UniSexBlues                                                             | 2007 | [ 19 ] |
| „Mam na myśli”                                     | Nosowska                                                                     | Piotr Banach | Katarzyna Nosowska                                                                                             | puk.puk                                                                 | 1996 | [ 21 ] |
| „Mary & Jerry”                                     | Sidney Polak, gościnnie: Nosowska                                            | Sidney Polak | Sidney Polak                                                                                                   | Cyfrowy styl życia                                                      | 2009 | [ 37 ] |
| „Metempsycho”                                      | Nosowska                                                                     | Marcin Macuk | Katarzyna Nosowska                                                                                             | UniSexBlues                                                             | 2007 | [ 19 ] |
| „Między nami nic nie było”                         | Michał Żebrowski, gościnnie: Nosowska                                        | Andrzej Smolik | Adam Asnyk Edward Słoński                                                                                      | Lubię, kiedy kobieta                                                    | 2001 | [ 38 ] |
| „Milena”                                           | Nosowska                                                                     | Andrzej Smolik | Katarzyna Nosowska                                                                                             | Milena                                                                  | 1998 | [ 3 ]  |
| „Minus 10 w Rio”                                   | Lady Pank, gościnnie: Nosowska                                               | Jan Borysewicz | Andrzej Mogielnicki                                                                                            | LP1                                                                     | 2018 | [ 39 ] |
| „Moja i twoja nadzieja”                            | #RazemDlaWas                                                                 | Piotr Banach | Katarzyna Nosowska                                                                                             | —                                                                       | 2024 | [ 40 ] |
| „Można”                                            | Nosowska i Błażej Król                                                       | Błażej Król | Katarzyna Nosowska Błażej Król                                                                                 | Kasia i Błażej                                                          | 2024 | [ 8 ]  |
| „Mów do mnie jeszcze”                              | Michał Żebrowski, gościnnie: Nosowska                                        | Andrzej Smolik | Kazimierz Przerwa-Tetmajer                                                                                     | Lubię, kiedy kobieta                                                    | 2001 | [ 38 ] |
| „Mówiła mi matka”                                  | Nosowska, gościnnie: Miki                                                    | Michał „Fox” Król                                                                                                   | Katarzyna Nosowska                                                                                             | Basta                                                                   | 2018 | [ 9 ]  |
| „My Faith is Stronger Than the Hills”              | Nosowska                                                                     | Marcin Macuk Katarzyna Nosowska                                                                                     | Emily Dickinson                                                                                                | UniSexBlues                                                             | 2007 | [ 19 ] |
| „My Soul’s Among to Lions”                         | Nosowska                                                                     | Acid Drinkers | Acid Drinkers                                                                                                  | Ladies and Gentlemen on Acid                                            | 2019 | [ 41 ] |
| „Na całych jeziorach ty”                           | Nosowska                                                                     | Adam Sławiński | Agnieszka Osiecka                                                                                              | Osiecka                                                                 | 2008 | [ 27 ] |
| „Na kulawej naszej barce”                          | Nosowska                                                                     | Seweryn Krajewski                                                                                                   | Agnieszka Osiecka                                                                                              | Osiecka                                                                 | 2008 | [ 27 ] |
| „Na ucho”                                          | Nosowska                                                                     | Marcin Macuk | Katarzyna Nosowska                                                                                             | puk.puk                                                                 | 1996 | [ 21 ] |
| „Nagasaki”                                         | Nosowska                                                                     | Michał „Fox” Król                                                                                                   | Katarzyna Nosowska                                                                                             | Basta                                                                   | 2018 | [ 9 ]  |
| „Nasz truskawa”                                    | Nosowska                                                                     | Andrzej Smolik Katarzyna Nosowska                                                                                   | Katarzyna Nosowska                                                                                             | Milena                                                                  | 1998 | [ 3 ]  |
| „Neodym”                                           | Nosowska, gościnnie: Błażej Król                                             | Michał „Fox” Król Katarzyna Nosowska Błażej Król                                                                    | Katarzyna Nosowska Błażej Król                                                                                 | Degrengolada (reedycja)                                                 | 2023 | [ 42 ] |
| „Nerwy i wiktoriańscy lekarze”                     | Nosowska                                                                     | Marcin Macuk | Katarzyna Nosowska                                                                                             | UniSexBlues                                                             | 2007 | [ 19 ] |
| „Nie ma nas”                                       | Tomasz Makowiecki, gościnnie: Nosowska                                       | Tomasz Makowiecki                                                                                                   | Roman Szczepanek                                                                                               | Bailando                                                                | 2022 | [ 43 ] |
| „Nie mów (I)”                                      | Nosowska                                                                     | Andrzej Smolik | Katarzyna Nosowska                                                                                             | Milena                                                                  | 1998 | [ 3 ]  |
| „Nie mów (II)”                                     | Nosowska                                                                     | Andrzej Smolik | Katarzyna Nosowska                                                                                             | Milena                                                                  | 1998 | [ 3 ]  |
| „Niewolnik”                                        | Dezerter, gościnnie: Nosowska                                                | Robert Matera | Krzysztof Grabowski                                                                                            | Jak powstrzymałem III wojnę światową, czyli nieznana historia Dezertera | 1993 | [ 16 ] |
| „Nim stanie się tak jak gdyby nigdy nic”           | Voo Voo i Nosowska                                                           | Wojciech Waglewski                                                                                                  | Wojciech Waglewski                                                                                             | Flota zjednoczonych sił                                                 | 1997 | [ 44 ] |
| „Nim wstanie dzień”                                | Nosowska                                                                     | Krzysztof Komeda | Agnieszka Osiecka                                                                                              | Osiecka                                                                 | 2008 | [ 27 ] |
| „Nix”                                              | Nosowska                                                                     | Andrzej Smolik | Katarzyna Nosowska                                                                                             | Sushi                                                                   | 2000 | [ 18 ] |
| „Niż”                                              | Nosowska                                                                     | Paweł Krawczyk Andrzej Smolik                                                                                       | Katarzyna Nosowska                                                                                             | Milena                                                                  | 1998 | [ 3 ]  |
| „Nomada”                                           | Nosowska                                                                     | Marcin Macuk | Katarzyna Nosowska                                                                                             | 8                                                                       | 2011 | [ 14 ] |
| „Notes”                                            | Pustki, gościnnie: Nosowska                                                  | Barbara Wrońska Radosław Łukasiewicz                                                                                | Antoni Słonimski                                                                                               | Kalambury                                                               | 2009 | [ 45 ] |
| „Nothing is Forever”                               | Silver Rocket, gościnnie: Ania Dąbrowska, Karolina Kozak, Nosowska i Marsija | Mariusz Szypura | Mariusz Szypura                                                                                                | Unhappy Songs                                                           | 2006 | [ 22 ] |
| „Nowy Zielarz”                                     | Emo, gościnnie: Nosowska                                                     | Andrzej Korzyński Damian Skoczyk Dominic Buczkowski-Wojtaszek Patryk Kumór Jhn McFly                                | Dominic Buczkowski-Wojtaszek Patryk Kumór Krzysztof Gradowski                                                  | Kleks i wynalazek Filipa Golarza                                        | 2024 | [ 7 ]  |
| „O lesie”                                          | Nosowska                                                                     | Marcin Macuk | Katarzyna Nosowska                                                                                             | 8                                                                       | 2011 | [ 14 ] |
| „O nas”                                            | Nosowska                                                                     | Piotr Banach | Katarzyna Nosowska                                                                                             | puk.puk                                                                 | 1996 | [ 21 ] |
| „O papierkach”                                     | Nosowska                                                                     | Marcin Macuk | Katarzyna Nosowska                                                                                             | puk.puk                                                                 | 1996 | [ 21 ] |
| „O tobie?”                                         | Nosowska                                                                     | Piotr Banach | Katarzyna Nosowska                                                                                             | puk.puk                                                                 | 1996 | [ 21 ] |
| „Odrobina dyskomfortu”                             | Nosowska                                                                     | Marcin Macuk | Katarzyna Nosowska                                                                                             | UniSexBlues                                                             | 2007 | [ 19 ] |
| „Ofelia”                                           | sanah i Nosowska                                                             | Zuzanna Grabowska Arek Kopera                                                                                       | Maria Pawlikowska-Jasnorzewska                                                                                 | Dwoje ludzieńków                                                        | 2025 | [ 46 ] |
| „Ognia”                                            | Nosowska i Marek Dyjak                                                       | Marcin Macuk | Katarzyna Nosowska                                                                                             | Męskie Granie 2012                                                      | 2012 | [ 47 ] |
| „P.Jer. (popieronyjerak)”                          | Nosowska                                                                     | Andrzej Smolik | utwór instrumentalny                                                                                           | Sushi                                                                   | 2000 | [ 18 ] |
| „Pa”                                               | Nosowska                                                                     | Marcin Macuk Katarzyna Nosowska                                                                                     | Katarzyna Nosowska                                                                                             | 8                                                                       | 2011 | [ 14 ] |
| „Pani pasztetowa”                                  | Nosowska                                                                     | Piotr Banach | Katarzyna Nosowska                                                                                             | puk.puk                                                                 | 1996 | [ 21 ] |
| „Papadamy”                                         | Paulina Przybysz, gościnnie: Nosowska                                        | Paulina Przybysz Piotr Skorupski Adam Kabaciński Marek Pędziwiatr                                                   | Paulina Przybysz Katarzyna Nosowska                                                                            | Chodź tu                                                                | 2017 | [ 48 ] |
| „Perła”                                            | Nosowska i Błażej Król                                                       | Błażej Król | Katarzyna Nosowska Błażej Król                                                                                 | Kasia i Błażej                                                          | 2024 | [ 8 ]  |
| „Piesenka”                                         | Piotr Banach, gościnnie: Nosowska i Grzegorz Porowski                        | Piotr Banach | — | —                                                                       | 1995 | [ 50 ] |
| „Piękna degrengolada”                              | Nosowska                                                                     | Michał „Fox” Król Katarzyna Nosowska                                                                                | Katarzyna Nosowska                                                                                             | Degrengolada                                                            | 2023 | [ 36 ] |
| „Piosenka dla Franka”                              | Pogodno i Nosowska                                                           | Marcin Macuk | Jacek „Budyń” Szymkiewicz                                                                                      | Pocztówka do świętego Mikołaja 2006                                     | 2006 | [ 51 ] |
| „Piosenka kobieca”                                 | Wojciech Waglewski, gościnnie: Nosowska                                      | Wojciech Waglewski                                                                                                  | Katarzyna Nosowska                                                                                             | Jasne błękitne okna                                                     | 2006 | [ 52 ] |
| „Poli D.N.O.”                                      | Nosowska                                                                     | Marcin Macuk | Katarzyna Nosowska                                                                                             | UniSexBlues                                                             | 2007 | [ 19 ] |
| „Polska”                                           | Nosowska                                                                     | Marcin Macuk Katarzyna Nosowska                                                                                     | Katarzyna Nosowska                                                                                             | 8                                                                       | 2011 | [ 14 ] |
| „Poza”                                             | Nosowska i Błażej Król                                                       | Błażej Król | Katarzyna Nosowska Błażej Król                                                                                 | Kasia i Błażej                                                          | 2024 | [ 8 ]  |
| „Predatoprzywry”                                   | Nosowska, gościnnie: Miki Krajewski                                          | Michał „Fox” Król Katarzyna Nosowska                                                                                | Katarzyna Nosowska                                                                                             | Degrengolada                                                            | 2023 | [ 36 ] |
| „Prosta rzecz”                                     | Nosowska, Artur Rojek i Krzysztof Grabowski                                  | Artur Rojek | Artur Rojek Katarzyna Nosowska Krzysztof Grabowski                                                             | —                                                                       | 2005 | [ 53 ] |
| „Przebijśnieg”                                     | Nosowska                                                                     | Andrzej Smolik | Katarzyna Nosowska                                                                                             | Sushi                                                                   | 2000 | [ 18 ] |
| „Przez S”                                          | Nosowska                                                                     | Andrzej Smolik | Katarzyna Nosowska                                                                                             | Sushi                                                                   | 2000 | [ 18 ] |
| „Przytomna”                                        | Nosowska                                                                     | Michał „Fox” Król Katarzyna Nosowska                                                                                | Katarzyna Nosowska                                                                                             | Degrengolada                                                            | 2023 | [ 36 ] |
| „Przywitanie”                                      | Michał Żebrowski, gościnnie: Nosowska                                        | Andrzej Smolik | Emil Zegadłowicz                                                                                               | Lubię, kiedy kobieta                                                    | 2001 | [ 38 ] |
| „Przyznaj się”                                     | June, gościnnie: Nosowska                                                    | Jan Smoczyński | Katarzyna Nosowska                                                                                             | July Stars                                                              | 2012 | [ 54 ] |
| „Psy miłości”                                      | Muchy, gościnnie: Nosowska i Paweł Krawczyk                                  | Michał Kmieciak Michał Wiraszko Paweł Krawczyk Piotr Maciejewski Stefan Czerwiński Szymon Waliszewski               | Michał Wiraszko                                                                                                | Szaroróżowe                                                             | 2021 | [ 55 ] |
| „Puk puk”                                          | Nosowska                                                                     | Piotr Banach | Katarzyna Nosowska                                                                                             | puk.puk                                                                 | 1996 | [ 21 ] |
| „Rosz!”                                            | Nosowska                                                                     | Andrzej Smolik | Katarzyna Nosowska                                                                                             | Sushi                                                                   | 2000 | [ 18 ] |
| „Rozszczep”                                        | Nosowska                                                                     | Marcin Macuk | Katarzyna Nosowska                                                                                             | 8                                                                       | 2011 | [ 14 ] |
| „Runo”                                             | Nosowska                                                                     | Michał „Fox” Król Katarzyna Nosowska                                                                                | Katarzyna Nosowska                                                                                             | Degrengolada                                                            | 2023 | [ 36 ] |
| „Rzadko widuję cię z dziewczętami”                 | Yugoton (Nosowska i Paweł Kukiz)                                             | Vlada Divljan | Grzegorz Brzozowicz Paweł Kukiz                                                                                | Yugoton                                                                 | 2001 | [ 20 ] |
| „Rzekomo”                                          | Nosowska                                                                     | Michał „Fox” Król Katarzyna Nosowska                                                                                | Katarzyna Nosowska                                                                                             | Degrengolada                                                            | 2023 | [ 36 ] |
| „Samolocik”                                        | Nosowska i Błażej Król                                                       | Błażej Król | Katarzyna Nosowska Błażej Król                                                                                 | Kasia i Błażej                                                          | 2024 | [ 8 ]  |
| „Senny Majak”                                      | Nosowska                                                                     | Michał „Fox” Król Katarzyna Nosowska                                                                                | Katarzyna Nosowska                                                                                             | Degrengolada                                                            | 2023 | [ 36 ] |
| „Simple Present”                                   | Nosowska                                                                     | Marcin Macuk Katarzyna Nosowska                                                                                     | Katarzyna Nosowska                                                                                             | UniSexBlues                                                             | 2007 | [ 19 ] |
| „Siódemka”                                         | Nosowska i Mietall Waluś                                                     | Mietall Waluś | Katarzyna Nosowska                                                                                             | Projekt SI 031                                                          | 2003 | [ 56 ] |
| „Słońca”                                           | Pat Jacob, gościnnie: Nosowska                                               | Pat Jacob | Katarzyna Nosowska                                                                                             | Całkiem nowy człowiek                                                   | 2019 | [ 57 ] |
| „Słuchaj”                                          | Nosowska                                                                     | Andrzej Smolik | Katarzyna Nosowska                                                                                             | Milena                                                                  | 1998 | [ 3 ]  |
| „Sobie i Wam”                                      | Męskie Granie Orkiestra 2019                                                 | Marcin Macuk Katarzyna Nosowska                                                                                     | Katarzyna Nosowska                                                                                             | Męskie Granie 2019 (edycja specjalna)                                   | 2019 | [ 58 ] |
| „Sosna”                                            | Nosowska                                                                     | Michał „Fox” Król Katarzyna Nosowska                                                                                | Katarzyna Nosowska                                                                                             | Degrengolada                                                            | 2023 | [ 36 ] |
| „STARtEST”                                         | T-raperzy znad Wisły i goście                                                | Marcin Barycki Michał Barycki                                                                                       | Grzegorz Wasowski                                                                                              | Ekshumacja 2                                                            | 2009 | [ 59 ] |
| „Sub Rosa”                                         | Nosowska                                                                     | Marcin Macuk | Katarzyna Nosowska                                                                                             | UniSexBlues                                                             | 2007 | [ 19 ] |
| „Sushi”                                            | Nosowska                                                                     | Andrzej Smolik Przemysław Momot                                                                                     | utwór instrumentalny                                                                                           | Sushi                                                                   | 2000 | [ 18 ] |
| „Sypnij ziarnem szczerych słów”                    | Nosowska                                                                     | Katarzyna Nosowska Paweł Krawczyk                                                                                   | Katarzyna Nosowska                                                                                             | —                                                                       | 2015 | [ 60 ] |
| „Taka jestem zakochana”                            | Nosowska                                                                     | Jacek Szczygieł | Krystyna Żywulska                                                                                              | Muzyka łączy pokolenia…?! Część 1                                       | 2001 | [ 61 ] |
| „Takie to przykre”                                 | Nosowska                                                                     | Michał „Fox” Król                                                                                                   | Katarzyna Nosowska                                                                                             | Basta                                                                   | 2018 | [ 9 ]  |
| „Też dobrze”                                       | Nosowska                                                                     | Piotr Banach | Katarzyna Nosowska                                                                                             | puk.puk                                                                 | 1996 | [ 21 ] |
| „Tętent”                                           | Nosowska                                                                     | Marcin Macuk | Katarzyna Nosowska                                                                                             | 8                                                                       | 2011 | [ 14 ] |
| „Tfu”                                              | Nosowska                                                                     | Andrzej Smolik | Katarzyna Nosowska                                                                                             | Sushi                                                                   | 2000 | [ 18 ] |
| „The Iris Sleeps Under The Snow”                   | Nosowska i Andrzej Smolik                                                    | Maciej Cieślak | Maciej Cieślak                                                                                                 | …Only Your Bus Doesn’t Stop Here                                        | 2001 | [ 62 ] |
| „To była sobota”                                   | Yugoton (Nosowska)                                                           | Jura Stublić | Katarzyna Nosowska                                                                                             | Yugoton                                                                 | 2001 | [ 20 ] |
| „To jak będzie”                                    | Nosowska                                                                     | Andrzej Smolik | Katarzyna Nosowska                                                                                             | Milena                                                                  | 1998 | [ 3 ]  |
| „Tramwaje i gwiazdy”                               | Miuosh, gościnnie: Nosowska                                                  | Maciej Sawoch | Miuosh | POP.                                                                    | 2017 | [ 63 ] |
| „Tylko to co chcę”                                 | Nosowska                                                                     | Michał „Fox” Król Katarzyna Nosowska                                                                                | Katarzyna Nosowska                                                                                             | —                                                                       | 2024 | [ 64 ] |
| „Uciekaj moje serce”                               | Nosowska                                                                     | Seweryn Krajewski                                                                                                   | Agnieszka Osiecka                                                                                              | Osiecka                                                                 | 2008 | [ 27 ] |
| „Ulala”                                            | Nosowska                                                                     | Marcin Macuk Katarzyna Nosowska                                                                                     | Katarzyna Nosowska                                                                                             | 8                                                                       | 2011 | [ 14 ] |
| „UniSexBlues”                                      | Nosowska                                                                     | Marcin Macuk | Katarzyna Nosowska                                                                                             | UniSexBlues                                                             | 2007 | [ 19 ] |
| „Uroda (prolog)”                                   | Nosowska                                                                     | Wanda Warska | Agnieszka Osiecka                                                                                              | Osiecka                                                                 | 2008 | [ 27 ] |
| „Uroda”                                            | Nosowska                                                                     | Wanda Warska | Agnieszka Osiecka                                                                                              | Osiecka                                                                 | 2008 | [ 27 ] |
| „Wanna”                                            | Nosowska i Błażej Król                                                       | Błażej Król | Katarzyna Nosowska Błażej Król                                                                                 | Kasia i Błażej                                                          | 2024 | [ 8 ]  |
| „WeejteWelVogel”                                   | Nosowska                                                                     | Andrzej Smolik | utwór instrumentalny                                                                                           | Sushi                                                                   | 2000 | [ 18 ] |
| „Wiadomo”                                          | Nosowska                                                                     | Piotr Banach | Katarzyna Nosowska                                                                                             | Milena                                                                  | 1998 | [ 3 ]  |
| „Wiedza”                                           | Pustki, gościnnie: Nosowska                                                  | Barbara Wrońska Radosław Łukasiewicz                                                                                | Bolesław Leśmian                                                                                               | Kalambury                                                               | 2009 | [ 45 ] |
| „Wieje”                                            | Nosowska                                                                     | Lech Janerka | Lech Janerka                                                                                                   | Janerka na basy i głosy                                                 | 2019 | [ 35 ] |
| „Wielkie oczy”                                     | Zakopower, gościnnie: Nosowska                                               | Mateusz Pospieszalski Bartosz Nazaruk Dominik Trębski Jakub Galiński Kacper Stolarczyk Sebastian Karpiel-Bułecka    | Bartłomiej Kudasik Sebastian Karpiel-Bułecka                                                                   | Widzialne / Niewidzialne                                                | 2022 | [ 65 ] |
| „Wo”                                               | Nosowska                                                                     | Andrzej Smolik | Katarzyna Nosowska                                                                                             | Milena                                                                  | 1998 | [ 3 ]  |
| „Wojna”                                            | Fisz Emade Tworzywo, gościnnie: Nosowska                                     | Emade | Fisz | Mamut                                                                   | 2014 | [ 66 ] |
| „Wystarczy”                                        | Nosowska                                                                     | Paweł Krawczyk Katarzyna Nosowska                                                                                   | Katarzyna Nosowska                                                                                             | —                                                                       | 2022 | [ 67 ] |
| „Wystarczy chcieć”                                 | różni                                                                        | Robert Amirian | Robert Amirian                                                                                                 | —                                                                       | 1996 | [ 68 ] |
| „Wzgórze”                                          | Voo Voo, gościnnie: Nosowska                                                 | Wojciech Waglewski                                                                                                  | Wojciech Waglewski                                                                                             | Oov Oov                                                                 | 1998 | [ 69 ] |
| „xxx (Trzy krzyżyki)”                              | Nosowska                                                                     | Andrzej Smolik | Katarzyna Nosowska                                                                                             | Milena                                                                  | 1998 | [ 3 ]  |
| „Zadymka”                                          | Voo Voo, gościnnie: Nosowska                                                 | Jan Kanty Pawluśkiewicz                                                                                             | Julian Tuwim                                                                                                   | Anawa 2020                                                              | 2020 | [ 70 ] |
| „Ziarno”                                           | Nosowska                                                                     | Marcin Macuk Katarzyna Nosowska                                                                                     | Katarzyna Nosowska                                                                                             | 8                                                                       | 2011 | [ 14 ] |
| „Zielono mi” (wersja pierwsza)                     | Nosowska                                                                     | Jan Ptaszyn Wróblewski                                                                                              | Agnieszka Osiecka                                                                                              | Ladies                                                                  | 2003 | [ 71 ] |
| „Zielono mi” (wersja druga)                        | Nosowska                                                                     | Jan Ptaszyn Wróblewski                                                                                              | Agnieszka Osiecka                                                                                              | Osiecka                                                                 | 2008 | [ 27 ] |
| „Zimny”                                            | Nosowska, gościnnie: Jakub Józef Orliński i Miki Krajewski                   | Michał „Fox” Król Katarzyna Nosowska                                                                                | Katarzyna Nosowska                                                                                             | Degrengolada                                                            | 2023 | [ 36 ] |
| „Złe misie”                                        | Świetliki, gościnnie: Nosowska                                               | Grzegorz Dyduch Artur Gasik Marek Piotrowicz Tomasz Radziszewski                                                    | Marcin Świetlicki                                                                                              | Złe misie                                                               | 2001 | [ 33 ] |
| „Złe misie (cz. 2)”                                | Świetliki, gościnnie: Nosowska                                               | Grzegorz Dyduch Artur Gasik Marek Piotrowicz Tomasz Radziszewski                                                    | Marcin Świetlicki                                                                                              | Złe misie                                                               | 2001 | [ 33 ] |
| „Zmieniam się” (wersja demo)                       | Nosowska                                                                     | Marcin Macuk | Katarzyna Nosowska                                                                                             | —                                                                       | 1996 | [ 72 ] |
| „Zofia”                                            | Nosowska                                                                     | Andrzej Smolik | Katarzyna Nosowska                                                                                             | puk.puk                                                                 | 1996 | [ 21 ] |
| „Zoil”                                             | Nosowska, gościnnie: Kazik                                                   | Andrzej Smolik | Katarzyna Nosowska                                                                                             | Milena                                                                  | 1998 | [ 3 ]  |

## Dodatkowy wkład

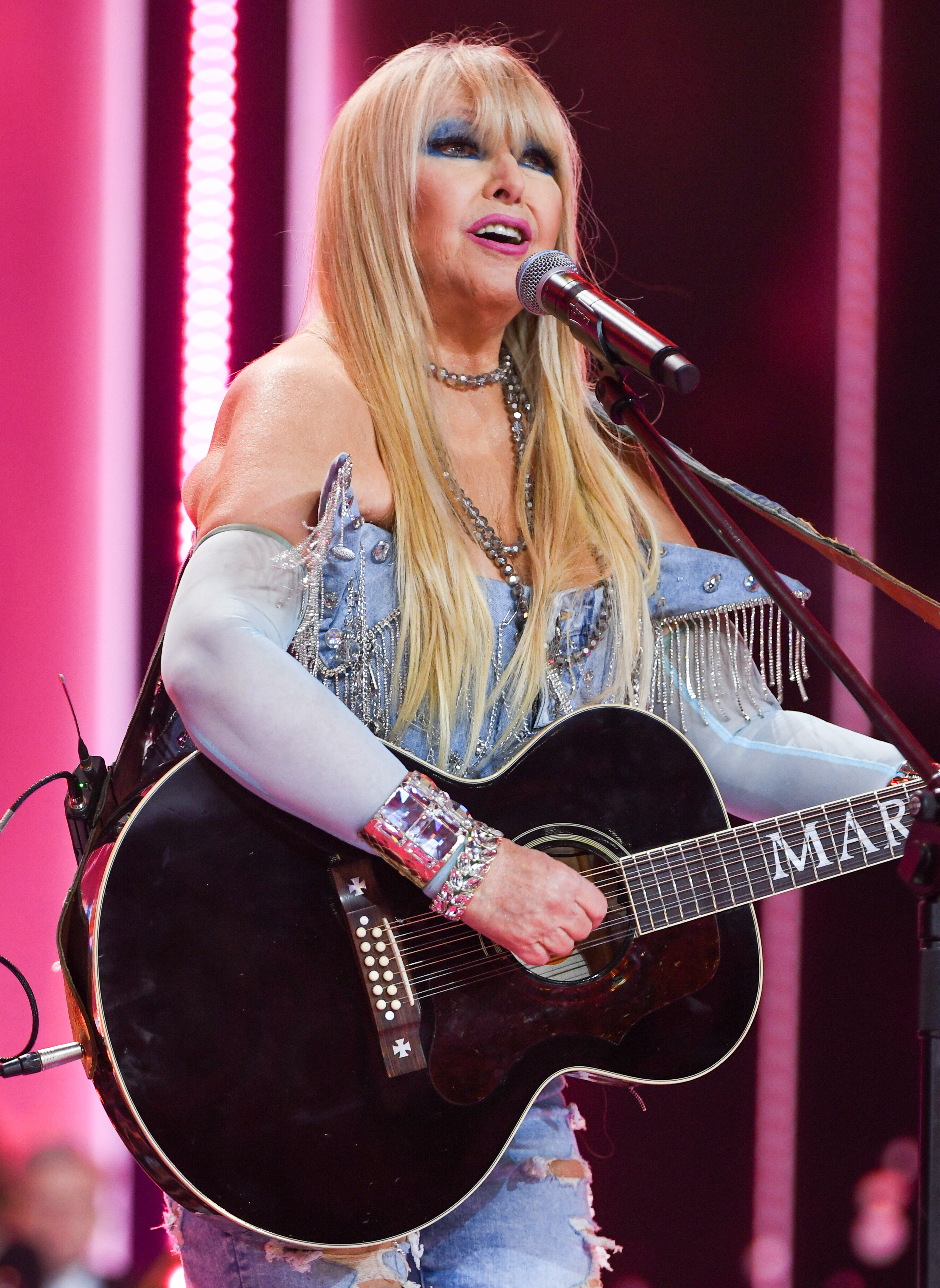
Maryla Rodowicz, dla której Nosowska napisała 13 tekstów

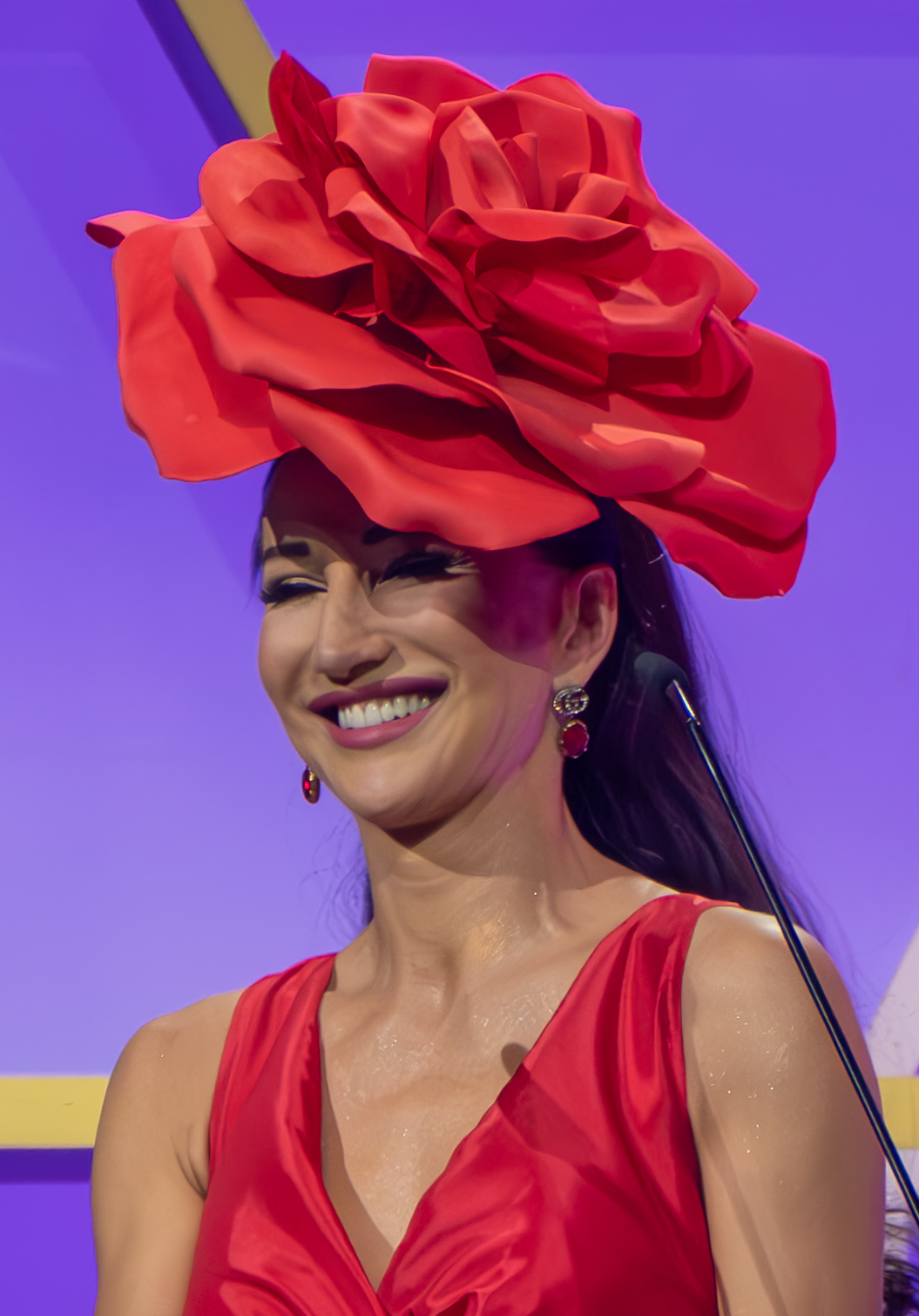
Justyna Steczkowska, dla której Nosowska napisała 4 teksty

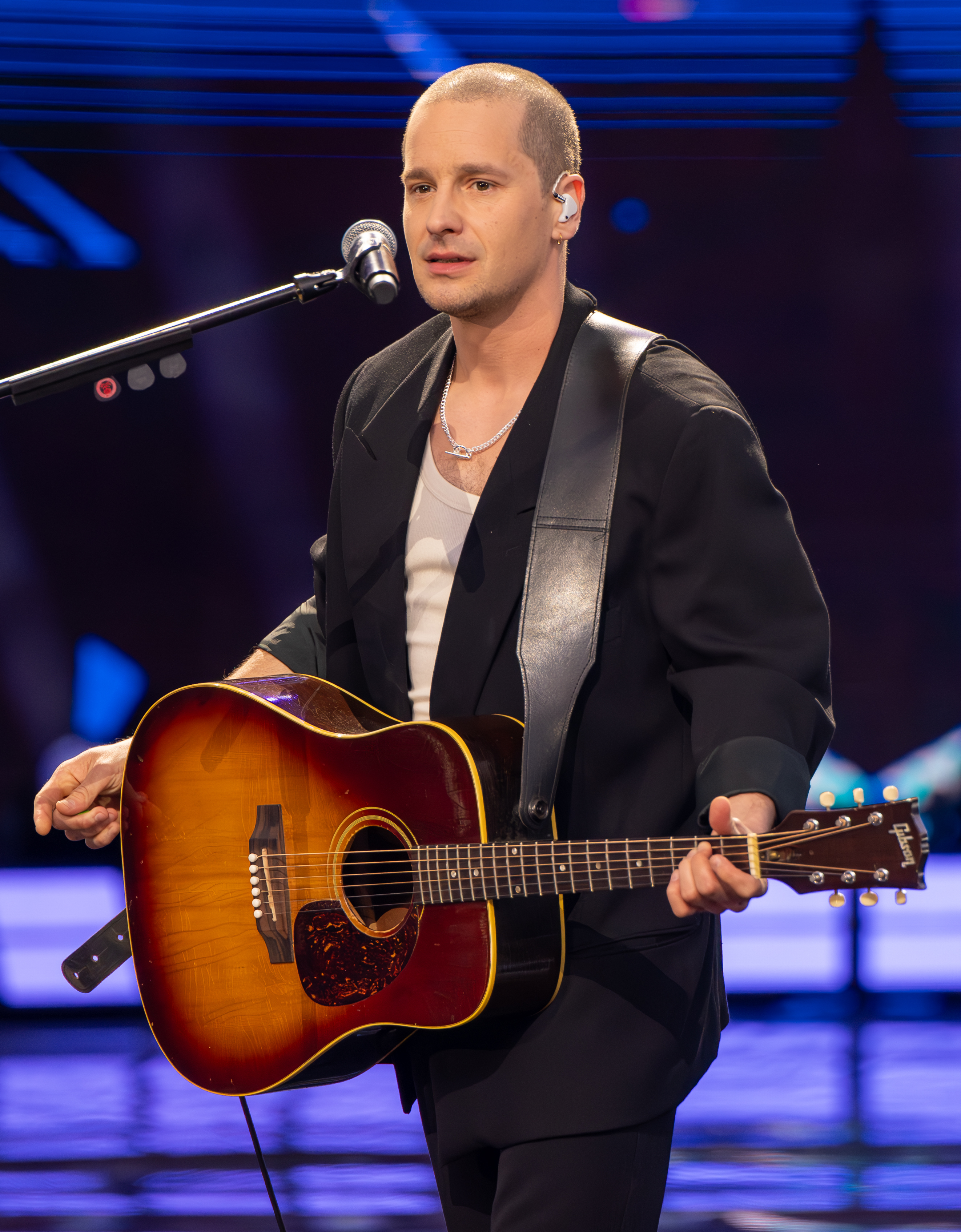
Krzysztof Zalewski, dla którego Nosowska napisała 3 teksty

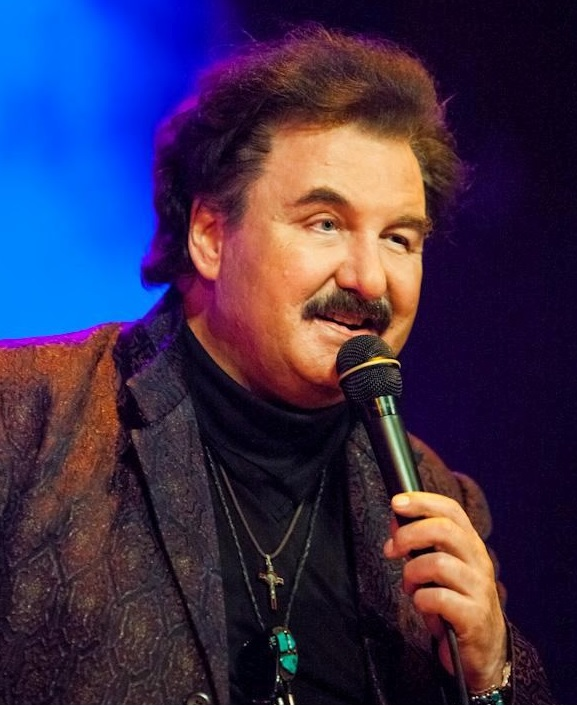
Krzysztof Krawczyk, dla którego Nosowska napisała jeden tekst

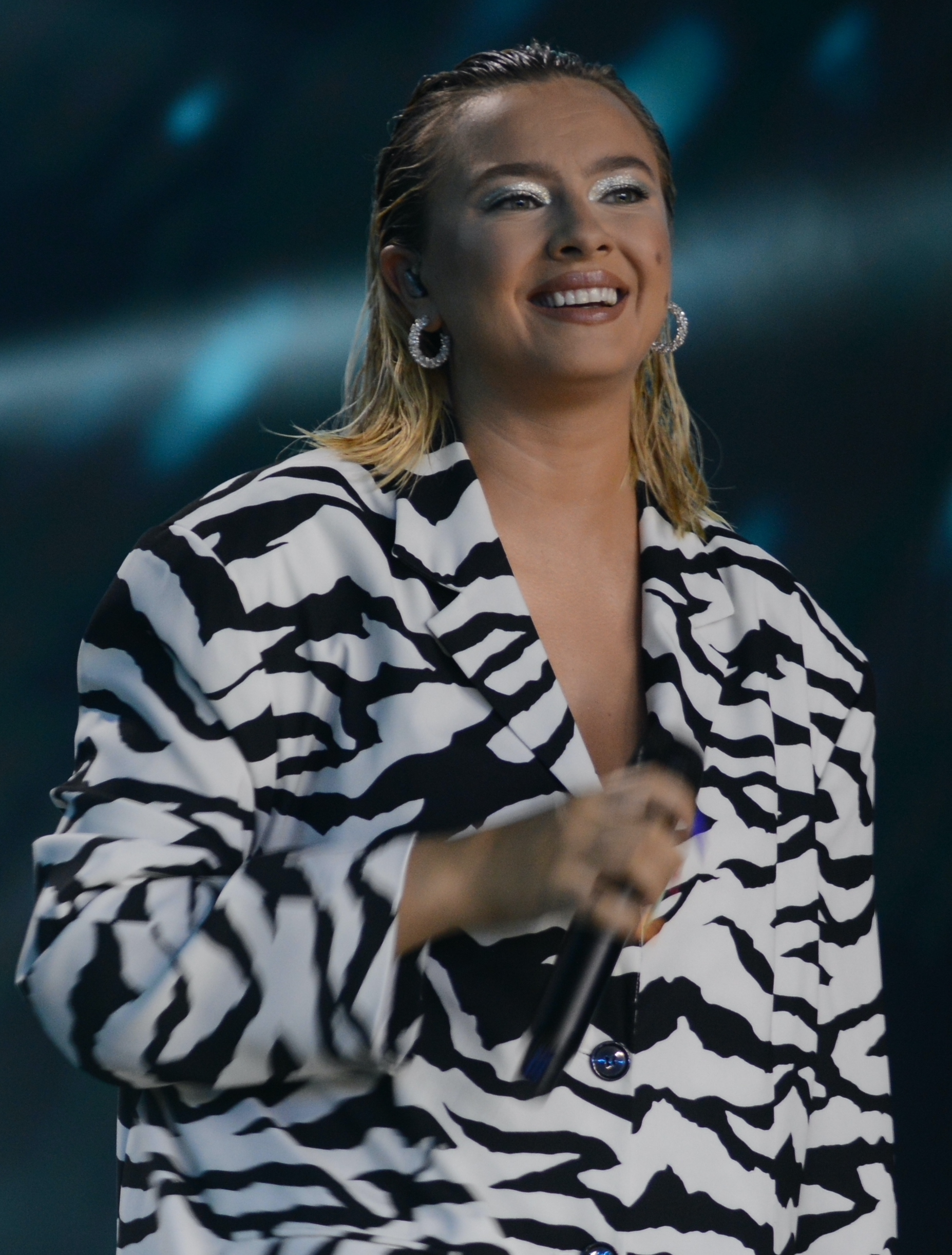
Natalia Nykiel, dla której Nosowska napisała jeden tekst

| Tytuł                                             | Wykonawcy                                     | Album                | Rok  | Wkład                                         | Źr.           |
| ------------------------------------------------- | --------------------------------------------- | -------------------- | ---- | --------------------------------------------- | ------------- |
| „Antichristo”                                     | IMTM                                          | Enjoy!               | 1993 | szepty                                        | [ 73 ]        |
| „Arytmia”                                         | Sara Brylewska                                | Skąd przyszłaś       | 2014 | tekst                                         | [ 74 ]        |
| „Będzie to co musi być”                           | Maryla Rodowicz, gościnnie: Sławek Uniatowski | Kochać               | 2005 | tekst                                         | [ 75 ]        |
| „Chrystus rodzi się codzień”                      | Kobranocka                                    | Niech popłyną łzy    | 1994 | wokal wspierający                             | [ 76 ]        |
| „Cięte drzewa”                                    | Krzysztof Zalewski                            | Pistolet             | 2004 | tekst                                         | [ 77 ]        |
| „Daj mi byle co”                                  | Maryla Rodowicz                               | Kochać               | 2005 | tekst                                         | [ 75 ]        |
| „Do cholery!”                                     | Maryla Rodowicz                               | Kochać               | 2005 | tekst                                         | [ 75 ]        |
| „Elektryczny”                                     | Męskie Granie Orkiestra 2014                  | Męskie Granie 2014   | 2014 | tekst                                         | [ 78 ]        |
| „Gdybyś wiedział”                                 | Toronto                                       | Miasto               | 2005 | tekst                                         | [ 79 ]        |
| „Hej, gorzej być nie może (Żyję jak król)”        | Maryla Rodowicz                               | Kochać               | 2005 | tekst, wokal wspierający                      | [ 75 ]        |
| „I’m Waiting”                                     | IMTM                                          | Enjoy!               | 1993 | wokal wspierający                             | [ 73 ]        |
| „Jesteś zwycięzcą!”                               | piłkarze Ekstraklasy                          | —                    | 2014 | tekst                                         | [ 80 ]        |
| „Kiedy miasto śpi”                                | Krzysztof Zalewski                            | Pistolet             | 2004 | tekst                                         | [ 77 ]        |
| „Lazarium”                                        | Doda                                          | 7 pokus głównych     | 2011 | tekst (pod pseudonimem Antek Jabłoński)       | [ 81 ] [ 82 ] |
| „Modlitwa”                                        | Justyna Steczkowska                           | Dzień i Noc          | 2000 | tekst                                         | [ 83 ]        |
| „Napisy końcowe”                                  | Maryla Rodowicz                               | Kochać               | 2005 | wokal wspierający                             | [ 75 ]        |
| „Nie pozwól mi”                                   | Krzysztof Zalewski                            | Pistolet             | 2004 | tekst                                         | [ 77 ]        |
| „Nieboskłon”                                      | Męskie Granie Orkiestra 2017                  | Męskie Granie 2017   | 2017 | tekst                                         | [ 84 ]        |
| „Nikt z nas nie powinien być sam”                 | Maryla Rodowicz                               | Kochać               | 2005 | tekst                                         | [ 75 ]        |
| „Noc ogonem szatana”                              | Kobranocka                                    | Niech popłyną łzy    | 1994 | wokal wspierający                             | [ 76 ]        |
| „No Way Out”                                      | IMTM                                          | Enjoy!               | 1993 | wokal wspierający                             | [ 73 ]        |
| „Oni zaraz przyjdą tu”                            | IMTM                                          | Enjoy!               | 1993 | hałas                                         | [ 73 ]        |
| „Pasażer”                                         | Pidżama Porno                                 | Futurista            | 1990 | wokal wspierający                             | [ 85 ]        |
| „Pij z kim trzeba (Zostaniesz gwiazdą)”           | Maryla Rodowicz                               | Kochać               | 2005 | tekst                                         | [ 75 ]        |
| „Po co mi dnie? (Nie ma cię bardziej niż zwykle)” | Maryla Rodowicz                               | Kochać               | 2005 | tekst                                         | [ 75 ]        |
| „Póki możesz, aż do końca”                        | Kobranocka                                    | Niech popłyną łzy    | 1994 | wokal wspierający                             | [ 76 ]        |
| „Pół dziewczyna”                                  | Natalia Nykiel                                | Lupus Electro        | 2014 | tekst                                         | [ 86 ]        |
| „Pół oddechu”                                     | Maryla Rodowicz                               | Jest cudnie          | 2008 | tekst                                         | [ 87 ]        |
| „Stutonowo”                                       | Sara Brylewska                                | Skąd przyszłaś       | 2014 | tekst                                         | [ 74 ]        |
| „Świat jest niewierny”                            | Justyna Steczkowska                           | Dzień i Noc          | 2000 | tekst                                         | [ 83 ]        |
| „Terra”                                           | Justyna Steczkowska                           | Anima                | 2014 | tekst                                         | [ 88 ]        |
| „To koniec!”                                      | Justyna Steczkowska                           | Dzień i Noc          | 2000 | tekst                                         | [ 83 ]        |
| „Wielcy za Janasa”                                | Maryla Rodowicz                               | Mundialowa Maryla    | 2006 | tekst                                         | [ 89 ]        |
| „Wszyscy chcą kochać”                             | Maryla Rodowicz                               | Kochać               | 2005 | tekst                                         | [ 75 ]        |
| „Ulice jak stygmaty”                              | Pidżama Porno                                 | Futurista            | 1990 | wokal wspierający                             | [ 85 ]        |
| „U mnie już noc (Parapety jak trampoliny)”        | Maryla Rodowicz                               | Kochać               | 2005 | tekst                                         | [ 75 ]        |
| „Venus i Mars”                                    | Maryla Rodowicz                               | Kochać               | 2005 | tekst                                         | [ 75 ]        |
| „Wrecking Ball”                                   | Kobranocka                                    | Niech popłyną łzy    | 1994 | wokal wspierający (pod pseudonimem Angie Leś) | [ 76 ] [ 90 ] |
| „Z daleka od trosk”                               | Krzysztof Krawczyk                            | To, co w życiu ważne | 2004 | tekst                                         | [ 91 ]        |